# Ceratopsyche yaeyamensis
Ceratopsyche yaeyamensis är en nattsländeart som beskrevs av Tanida 1986. Ceratopsyche yaeyamensis ingår i släktet Ceratopsyche och familjen ryssjenattsländor. Inga underarter finns listade i Catalogue of Life.